# Old Dalquharran Castle

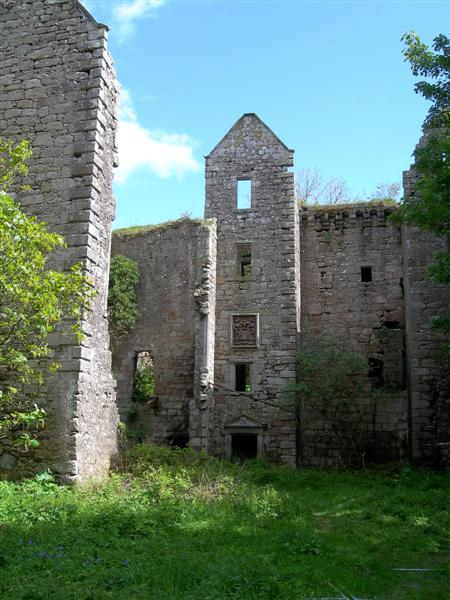
Old Dalquharran Castle

Old Dalquharran Castle ist eine Schlossruine nahe der schottischen Ortschaft Dailly in der Council Area South Ayrshire. Die Anlage ist als Scheduled Monument klassifiziert.

## Geschichte
Die früheste Erwähnung von Dalquharran Castle ist in einer Charta der Crossraguel Abbey zu finden. Sie stammt aus dem Jahre 1474. Ursprünglich handelte es sich um ein Tower House des Lairds Gilbert Kennedy. In den 1670er Jahren wurde das Gebäude umfassend zu einem Schloss erweitert. Um dessen Bauzeit wurde eine Allee zu dem aus den 1790er Jahren stammenden Herrenhaus Dalquharran Castle eingerichtet. In dem folgenden Jahrhundert wurde zunehmend das neuere Gebäude genutzt. Old Dalquharran Castle wurde wohl mindestens bis 1904 genutzt. Heute ist es nur noch als Ruine erhalten.

## Beschreibung
Das Schloss nimmt eine gut zu verteidigende Position am Nordufer des Water of Girvan rund 100 m nördlich von Dailly ein. Das ursprüngliche Tower House wies eine Grundfläche von 18 m × 2 m auf. Das Mauerwerk ist annähernd zwei Meter mächtig. Bis 1679 wurde Old Dalquharran Castle zu einem Schloss erweitert. Dieses ist zinnenbewehrt und eine Tourelle tritt an der Nordwestseite hervor.